# Football américain à six

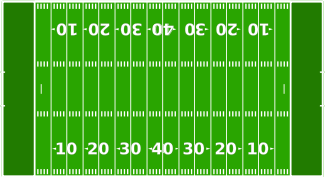
Terrain de football américain à six.

Le football américain à six (six-man football) est une variante du football américain pratiquée dans les lycées nord-américains, se jouant avec six joueurs par équipe au lieu de 11.

## Historique
Le six-man football fut inventé en 1934 par Stephen Epler, l'entraîneur de l'équipe du lycée de Chester, dans le Nebraska, comme une solution permettant aux écoles aux faibles effectifs de pouvoir occuper les terrains de football lors de la Grande Dépression. En 1938, le lycée Prairie Lea High rencontra Martindale High School lors du premier match de six-man football joué au Texas. Ce printemps-là, 55 écoles texanes avaient adopté le sport. Le nombre avait encore augmenté en 1939, et dans les années 1960, on comptait plus de 160 équipes de six joueurs dans l'État.

## Jeu
Le football à six est un sport au rythme rapide se jouant sur un terrain de 80 yards (73 mètres) de long sur 40 yards (37 m) de largeur, au lieu des 100 yards sur 160 pieds (91 mètres sur 48,8) des terrains de football conventionnels.
Les six joueurs sont tous éligibles comme receveur. À l'attaque, trois hommes de ligne sont requis sur la ligne de la zone de mêlée (scrimmage). Si le ballon est lancé à un autre joueur, ce dernier peut courir ou faire une passe, et celui à qui le ballon est passé reste éligible en tant que receveur. Toutes les passes en avant du joueur à qui a été passé le ballon au centre doivent faire au moins un yard (90 cm).

## Points
Le principe de marquage est le même qu'au football américain à onze, avec l'exception de la transformation après essai (touchdown). Une transformation au pied vaut deux points, tandis que la transformation par course ou passe vaut un point : l'inverse du football conventionnel. Par ailleurs, un botté de placement (field goal) rapporte 4 points au lieu de 3.
Ces règles ont été établies au vu de la difficulté à mettre en place un botté de placement avec si peu de joueurs pour bloquer par rapport au nombre de défenseurs. Une règle de grâce (mercy rule) existe dans la compétition rassemblant les ligues de l'University Interscholastic League et Texas Association of Private and Parochial Schools, déclarant la fin d'un match si une équipe perd par un écart de 45 points à la mi-temps ou plus tard. C'est à cette règle que fait allusion le titre du film The Slaughter Rule avec David Morse.

## Le football à six de nos jours
Le Texas compte plus de 110 équipes, un nombre qui continue à augmenter avec l'exode rural qui affecte de nombreuses localités de l'ouest de l'État. Certaines écoles privées optent également pour cette variante du football qui permet aux plus modestes d'entre elles d'avoir une équipe malgré un budget et des effectifs limités. Le sport est également joué dans des lycées dans l'Arkansas, le Colorado, la Floride, l'Idaho, le Montana, le Nebraska, le Nouveau-Mexique, le Wyoming et certaines régions du Canada.